# Coupe du monde de ski alpin 1991-1992
 (octobre 2024).
Si vous disposez d'ouvrages ou d'articles de référence ou si vous connaissez des sites web de qualité traitant du thème abordé ici, merci de compléter l'article en donnant les références utiles à sa vérifiabilité et en les liant à la section « Notes et références ».
Navigation
Édition précédente Édition suivante
La coupe du monde de ski alpin 1991-1992 commence le 23 novembre 1991 avec le géant hommes de Park City et se termine le 22 mars 1992 avec le géant femmes et le slalom hommes de Crans Montana.
Les hommes disputent 34 épreuves : 9 descentes, 6 super-G, 7 géants, 9 slaloms et 3 combinés.
Les femmes disputent 30 épreuves : 7 descentes, 6 super-G, 7 géants, 8 slaloms et 2 combinés.
Les Jeux olympiques sont disputés à Albertville du 9 au 22 février 1992.

## Tableau d'honneur
| Catégorie | Messieurs     | Dames            |
| --------- | ------------- | ---------------- |
| Général   | Paul Accola   | Petra Kronberger |
| Descente  | Franz Heinzer | Katja Seizinger  |
| Super G   | Paul Accola   | Carole Merle     |
| Géant     | Alberto Tomba | Carole Merle     |
| Slalom    | Alberto Tomba | Vreni Schneider  |
| Combiné   | Paul Accola   | Sabine Ginther   |

## Résumé de la saison
Après 4 hivers sans résultats marquants, le talent de Paul Accola (25 ans), mélange de brio à la Tomba et d'éclectisme à la Girardelli, explose en 1991-1992. Paul Accola gagne la coupe du monde de ski et rejoint au palmarès ses compatriotes Peter Lüscher (1979) et Pirmin Zurbriggen (1984, 1987, 1988 et 1990).
Paul Accola et Alberto Tomba font jeu égal en début de saison. Alberto Tomba s'adjuge les 2 courses d'ouverture (géant et slalom) à Park City, Paul Accola en fait de même à Breckenridge, puis Tomba s'impose en slalom à Sestrières et à Kranjska Gora et en géant à Alta Badia, alors qu'Accola marque des points dans toutes les disciplines.
Paul Accola remporte les 3 combinés disputés en janvier (Garmisch, Kitzbühel et Wengen) ainsi que le super-G de Megève, juste avant le début des Jeux Olympiques, et se détache irrésistiblement en tête du classement général.
Son succès en super-G à Morioka lui assure virtuellement le globe de cristal et lui permet ainsi d'effacer ses Jeux Olympiques désastreux (aucune médaille).
Alberto Tomba survole les disciplines techniques avec :
- 9 victoires (3 géants et 6 slaloms) et 6 podiums en 16 courses,
- les globes de cristal en géant et en slalom.

Franz Heinzer gagne un deuxième globe de cristal consécutif en descente ainsi que 4 classiques (Val Gardena, Kitzbühel I et II et Wengen).
Petra Kronberger remporte une troisième coupe du monde de ski consécutive à l'issue d'une saison très disputée avec Carole Merle, Katja Seizinger et Vreni Schneider.
Petra Kronberger, polyvalente et régulière, marque des points dans toutes les disciplines et à quasiment chaque étape (25 fois classée dans les points en 30 courses) mais elle ne s'impose qu'à 2 reprises (descentes de Serre Chevalier et Panorama (en)).
Carole Merle excelle en super-G et en géant avec 7 victoires (3 super-G et 4 géants) et les 2 globes de cristal.
La jeune allemande Katja Seizinger (19 ans) gagne la première victoire de sa carrière à Santa Caterina en super-G ainsi que 3 descentes et le globe de cristal en descente.
Vreni Schneider domine les épreuves techniques avec 5 victoires (2 slaloms et 3 géants) et 4 podiums et le globe de cristal du slalom.
Petra Kronberger reprend la tête du classement général après l'étape de Grindelwald, juste avant le début des Jeux Olympiques, et signe un succès décisif en descente à Panorama.
Il s'agit de la plus difficile des 3 victoires en coupe du monde de Petra Kronberger : l'autrichienne termine la saison épuisée et marquée par le décès de son entraîneur Alois Kahr dans un accident de voiture en décembre.

## Système de points
Le vainqueur d'une épreuve de coupe du monde se voit attribuer 100 points pour le classement général. Les skieurs classés aux trente premières places marquent des points.
| Place  | 1er | 2d | 3e | 4e | 5e | 6e | 7e | 8e | 9e | 10e | 11e | 12e | 13e | 14e | 15e | 16e | 17e | 18e | 19e | 20e | 21e | 22e | 23e | 24e | 25e | 26e | 27e | 28e | 29e | 30e |
| ------ | --- | -- | -- | -- | -- | -- | -- | -- | -- | --- | --- | --- | --- | --- | --- | --- | --- | --- | --- | --- | --- | --- | --- | --- | --- | --- | --- | --- | --- | --- |
| Points | 100 | 80 | 60 | 55 | 51 | 47 | 43 | 40 | 37 | 34  | 31  | 28  | 26  | 24  | 22  | 20  | 18  | 16  | 14  | 12  | 10  | 9   | 8   | 7   | 6   | 5   | 4   | 3   | 2   | 1   |

## Classement général
| Rang | Nom                   | Points | Victoire(s) | Podium(s) |
| ---- | --------------------- | ------ | ----------- | --------- |
| 1    | Paul Accola           | 1699   | 6           | 14        |
| 2    | Alberto Tomba         | 1362   | 9           | 15        |
| 3    | Marc Girardelli       | 996    | 1           | 4         |
| 4    | Ole Kristian Furuseth | 854    | 1           | 3         |
| 5    | Franz Heinzer         | 842    | 4           | 6         |
| 6    | Günther Mader         | 797    | 1           | 4         |
| 7    | Markus Wasmeier       | 752    | 1           | 3         |
| 8    | Daniel Mahrer         | 646    | 2           | 4         |
| 9    | Hubert Strolz         | 611    | -           | 4         |
| 10   | A.J. Kitt             | 594    | 1           | 3         |
| 10   | Patrick Ortlieb       | 594    | -           | 3         |
| 12   | Jan Einar Thorsen     | 577    | -           | 2         |
| 13   | Kjetil André Aamodt   | 543    | 1           | 3         |
| 14   | Finn Christian Jagge  | 533    | 1           | 4         |
| 15   | Leonhard Stock        | 477    | -           | 2         |
| 16   | Armin Bittner         | 443    | -           | 3         |
| 17   | William Besse         | 441    | 1           | 2         |
| 18   | Hans Pieren           | 429    | -           | 2         |
| 19   | Steve Locher          | 423    | -           | 1         |
| 20   | Xavier Gigandet       | 390    | -           | 1         |

| Rang | Nom                    | Points | Victoire(s) | Podium(s) |
| ---- | ---------------------- | ------ | ----------- | --------- |
| 1    | Petra Kronberger       | 1262   | 2           | 8         |
| 2    | Carole Merle           | 1211   | 7           | 10        |
| 3    | Katja Seizinger        | 937    | 4           | 6         |
| 4    | Vreni Schneider        | 902    | 5           | 9         |
| 5    | Pernilla Wiberg        | 821    | 1           | 5         |
| 6    | Sabine Ginther         | 746    | 4           | 5         |
| 7    | Blanca Fernandez-Ochoa | 657    | 1           | 5         |
| 8    | Miriam Vogt            | 632    | -           | 5         |
| 9    | Heidi Zurbriggen       | 621    | -           | 4         |
| 10   | Diann Roffe            | 607    | -           | 2         |
| 11   | Deborah Compagnoni     | 591    | 1           | 6         |
| 12   | Anita Wachter          | 564    | -           | 1         |
| 13   | Ulrike Maier           | 561    | -           | 1         |
| 14   | Kerrin Lee-Gartner     | 553    | -           | 2         |
| 15   | Julie Parisien         | 472    | 1           | 2         |
| 16   | Eva Twardokens         | 465    | -           | 1         |
| 17   | Michaela Gerg-Leitner  | 449    | -           | 1         |
| 18   | Chantal Bournissen     | 411    | 1           | 2         |
| 19   | Sylvia Eder            | 396    | -           | 1         |
| 20   | Regina Häusl           | 357    | -           | -         |

## Classements de chaque discipline
Les noms en gras remportent les titres des disciplines.

### Descente
| Rang | Nom               | Points | Victoire(s) | Podium(s) |
| ---- | ----------------- | ------ | ----------- | --------- |
| 1    | Franz Heinzer     | 649    | 4           | 5         |
| 2    | Daniel Mahrer     | 537    | 2           | 4         |
| 3    | A.J. Kitt         | 461    | 1           | 3         |
| 4    | Patrick Ortlieb   | 450    | -           | 3         |
| 5    | Leonhard Stock    | 403    | -           | 2         |
| 6    | Markus Wasmeier   | 371    | 1           | 2         |
| 7    | William Besse     | 366    | 1           | 2         |
| 8    | Xavier Gigandet   | 325    | -           | 1         |
| 9    | Jan Einar Thorsen | 324    | -           | 1         |
| 10   | Günther Mader     | 286    | -           | 1         |

| Rang | Nom                   | Points | Victoire(s) | Podium(s) |
| ---- | --------------------- | ------ | ----------- | --------- |
| 1    | Katja Seizinger       | 523    | 3           | 5         |
| 2    | Petra Kronberger      | 432    | 2           | 2         |
| 3    | Miriam Vogt           | 359    | -           | 3         |
| 4    | Kerrin Lee-Gartner    | 291    | -           | 1         |
| 5    | Heidi Zurbriggen      | 277    | -           | 2         |
| 6    | Chantal Bournissen    | 268    | 1           | 2         |
| 7    | Sabine Ginther        | 248    | 1           | 2         |
| 8    | Carole Merle          | 228    | -           | 1         |
| 9    | Michaela Gerg-Leitner | 216    | -           | 1         |
| 10   | Katharina Gutensohn   | 209    | -           | 1         |

### Super G
| Rang | Nom                   | Points | Victoire(s) | Podium(s) |
| ---- | --------------------- | ------ | ----------- | --------- |
| 1    | Paul Accola           | 429    | 2           | 4         |
| 2    | Marc Girardelli       | 296    | 1           | 2         |
| 3    | Günther Mader         | 286    | 1           | 2         |
| 4    | Jan Einar Thorsen     | 225    | -           | 1         |
| 5    | Kjetil André Aamodt   | 220    | 1           | 2         |
| 6    | Urs Kälin             | 215    | -           | 2         |
| 7    | Franz Heinzer         | 193    | -           | 1         |
| 8    | Ole Kristian Furuseth | 160    | -           | -         |
| 9    | Markus Wasmeier       | 156    | -           | -         |
| 10   | Marco Hangl           | 152    | -           | 1         |

| Rang | Nom                 | Points | Victoire(s) | Podium(s) |
| ---- | ------------------- | ------ | ----------- | --------- |
| 1    | Carole Merle        | 417    | 3           | 4         |
| 2    | Merete Fjeldavlie   | 309    | 1           | 3         |
| 3    | Katja Seizinger     | 234    | 1           | 1         |
| 4    | Ulrike Maier        | 233    | -           | 1         |
| 5    | Sylvia Eder         | 227    | -           | 1         |
| 6    | Diann Roffe         | 221    | -           | -         |
| 7    | Kerrin Lee-Gartner  | 218    | -           | 1         |
| 8    | Petra Kronberger    | 216    | -           | 2         |
| 9    | Heidi Zeller-Bähler | 197    | -           | -         |
| 10   | Barbara Sadleder    | 178    | -           | 1         |

### Géant
| Rang | Nom                   | Points | Victoire(s) | Podium(s) |
| ---- | --------------------- | ------ | ----------- | --------- |
| 1    | Alberto Tomba         | 520    | 3           | 6         |
| 2    | Hans Pieren           | 400    | -           | 2         |
| 3    | Paul Accola           | 330    | 1           | 3         |
| 4    | Ole Kristian Furuseth | 285    | 1           | 1         |
| 5    | Johan Wallner         | 238    | -           | -         |
| 6    | Steve Locher          | 237    | -           | 1         |
| 7    | Marc Girardelli       | 210    | -           | 1         |
| 8    | Franck Piccard        | 205    | -           | -         |
| 8    | Sergio Bergamelli     | 205    | 1           | 1         |
| 10   | Fredrik Nyberg        | 204    | -           | 1         |

| Rang | Nom                    | Points | Victoire(s) | Podium(s) |
| ---- | ---------------------- | ------ | ----------- | --------- |
| 1    | Carole Merle           | 566    | 4           | 5         |
| 2    | Vreni Schneider        | 391    | 2           | 4         |
| 3    | Diann Roffe            | 372    | -           | 2         |
| 4    | Deborah Compagnoni     | 344    | -           | 4         |
| 5    | Pernilla Wiberg        | 314    | 1           | 1         |
| 6    | Ulrike Maier           | 256    | -           | -         |
| 7    | Eva Twardokens         | 251    | -           | 1         |
| 8    | Blanca Fernandez-Ochoa | 238    | -           | 2         |
| 9    | Anita Wachter          | 225    | -           | 1         |
| 10   | Katja Seizinger        | 180    | -           | -         |

### Slalom
| Rang | Nom                   | Points | Victoire(s) | Podium(s) |
| ---- | --------------------- | ------ | ----------- | --------- |
| 1    | Alberto Tomba         | 820    | 6           | 9         |
| 2    | Paul Accola           | 588    | 1           | 4         |
| 3    | Finn Christian Jagge  | 533    | 1           | 4         |
| 4    | Armin Bittner         | 375    | -           | 3         |
| 5    | Patrice Bianchi       | 293    | 1           | 2         |
| 6    | Ole Kristian Furuseth | 290    | -           | 1         |
| 7    | Carlo Gerosa          | 288    | -           | -         |
| 8    | Patrick Staub         | 277    | -           | -         |
| 9    | Hubert Strolz         | 265    | -           | 1         |
| 10   | Thomas Stangassinger  | 257    | -           | -         |

| Rang | Nom                    | Points | Victoire(s) | Podium(s) |
| ---- | ---------------------- | ------ | ----------- | --------- |
| 1    | Vreni Schneider        | 511    | 3           | 5         |
| 2    | Pernilla Wiberg        | 445    | -           | 4         |
| 3    | Blanca Fernandez-Ochoa | 413    | 1           | 3         |
| 4    | Petra Kronberger       | 369    | -           | 3         |
| 5    | Annelise Coberger      | 335    | 1           | 3         |
| 6    | Karin Buder            | 319    | -           | 1         |
| 7    | Monika Maierhofer      | 312    | 1           | 1         |
| 8    | Julie Parisien         | 262    | 1           | 2         |
| 9    | Nataša Bokal           | 251    | -           | -         |
| 10   | Claudia Strobl         | 244    | -           | -         |

### Combiné
| Rang | Nom                   | Points | Victoire(s) | Podium(s) |
| ---- | --------------------- | ------ | ----------- | --------- |
| 1    | Paul Accola           | 300    | 3           | 3         |
| 2    | Hubert Strolz         | 180    | -           | 3         |
| 3    | Markus Wasmeier       | 141    | -           | -         |
| 4    | Josef Polig           | 112    | -           | -         |
| 5    | Stephan Eberharter    | 110    | -           | -         |
| 6    | Ole Kristian Furuseth | 104    | -           | 1         |
| 7    | Rainer Salzgeber      | 99     | -           | -         |
| 8    | A.J. Kitt             | 89     | -           | -         |
| 9    | Lasse Arnesen         | 85     | -           | -         |
| 10   | Steve Locher          | 83     | -           | -         |

| Rang | Nom                | Points | Victoire(s) | Podium(s) |
| ---- | ------------------ | ------ | ----------- | --------- |
| 1    | Sabine Ginther     | 200    | 2           | 2         |
| 2    | Miriam Vogt        | 115    | -           | 1         |
| 3    | Anita Wachter      | 106    | -           | -         |
| 4    | Heidi Zurbriggen   | 97     | -           | 1         |
| 5    | Regina Häusl       | 82     | -           | -         |
| 6    | Petra Kronberger   | 80     | -           | 1         |
| 6    | Anja Haas          | 80     | -           | 1         |
| 8    | Gaby May           | 73     | -           | -         |
| 9    | Emi Kawabata       | 53     | -           | -         |
| 10   | Chantal Bournissen | 47     | -           | -         |

## Calendrier et résultats

### Messieurs
| Date                                                  | Lieu                      | Épreuve     | Vainqueur             | Second                      | Troisième              |
| ----------------------------------------------------- | ------------------------- | ----------- | --------------------- | --------------------------- | ---------------------- |
| 23 novembre 1991                                      | Park City                 | Géant       | Alberto Tomba         | Paul Accola                 | Roberto Spampatti      |
| 24 novembre 1991                                      | Park City                 | Slalom      | Alberto Tomba         | Paul Accola                 | Konrad Kurt Ladstatter |
| 29 novembre 1991                                      | Breckenridge              | Géant       | Paul Accola           | Alberto Tomba               | Fredrik Nyberg         |
| 30 novembre 1991                                      | Breckenridge              | Slalom      | Paul Accola           | Alberto Tomba Thomas Fogdö  |                        |
| 7 décembre 1991                                       | Val d'Isère               | Descente    | A.J. Kitt             | Leonhard Stock              | Franz Heinzer          |
| 8 décembre 1991                                       | Val d'Isère               | Super G     | Marc Girardelli       | Atle Skårdal                | Urs Kälin              |
| 10 décembre 1991                                      | Sestrière                 | Slalom      | Alberto Tomba         | Finn Christian Jagge        | Ole Kristian Furuseth  |
| 14 décembre 1991                                      | Val Gardena               | Descente    | Franz Heinzer         | Leonhard Stock              | Atle Skårdal           |
| 15 décembre 1991                                      | Alta Badia                | Géant       | Alberto Tomba         | Steve Locher                | Paul Accola            |
| 17 décembre 1991                                      | Madonna                   | Slalom      | Finn Christian Jagge  | Alberto Tomba               | Thomas Fogdö           |
| 4 janvier 1992                                        | Kranjska Gora             | Géant       | Sergio Bergamelli     | Hans Pieren                 | Alberto Tomba          |
| 5 janvier 1992                                        | Kranjska Gora             | Slalom      | Alberto Tomba         | Armin Bittner               | Finn Christian Jagge   |
| 11 janvier 1992                                       | Garmisch Arlberg-Kandahar | Descente    | Markus Wasmeier       | Patrick Ortlieb             | Hans-Jörg Tauscher     |
| 12 janvier 1992                                       | Garmisch Arlberg-Kandahar | Super G     | Patrick Holzer        | Paul Accola                 | Peter Rzehak           |
| 13 janvier 1992                                       | Garmisch Arlberg-Kandahar | Slalom      | Patrice Bianchi       | Hubert Strolz               | Alberto Tomba          |
| 13 janvier 1992                                       | Garmisch Arlberg-Kandahar | Combiné     | Paul Accola           | Ole Kristian Furuseth       | Hubert Strolz          |
| 17 janvier 1992                                       | Kitzbühel                 | Descente I  | Franz Heinzer         | Daniel Mahrer               | Xavier Gigandet        |
| 18 janvier 1992                                       | Kitzbühel                 | Descente II | Franz Heinzer         | A.J. Kitt                   | Patrick Ortlieb        |
| 19 janvier 1992                                       | Kitzbühel                 | Slalom      | Alberto Tomba         | Patrice Bianchi             | Armin Bittner          |
| 19 janvier 1992                                       | Kitzbühel                 | Combiné     | Paul Accola           | Marc Girardelli             | Hubert Strolz          |
| 22 janvier 1992                                       | Adelboden                 | Géant       | Ole Kristian Furuseth | Hans Pieren                 | Marc Girardelli        |
| 25 janvier 1992                                       | Wengen                    | Descente    | Franz Heinzer         | Markus Wasmeier             | Helmut Höflehner       |
| 26 janvier 1992                                       | Wengen                    | Slalom      | Alberto Tomba         | Paul Accola                 | Armin Bittner          |
| 26 janvier 1992                                       | Wengen                    | Combiné     | Paul Accola           | Günther Mader               | Hubert Strolz          |
| 1er février 1992                                      | Megève                    | Super G     | Paul Accola           | Marco Hangl                 | Franz Heinzer          |
| 2 février 1992                                        | Saint-Gervais             | Géant       | Didrik Marksten       | Alberto Tomba               | Markus Wasmeier        |
| Jeux Olympiques à Albertville du 9 au 22 février 1992 |                           |             |                       |                             |                        |
| 1er mars 1992                                         | Morioka                   | Super G     | Paul Accola           | Urs Kälin                   | Jan Einar Thorsen      |
| 6 mars 1992                                           | Panorama (en)             | Descente I  | William Besse         | Daniel Mahrer Günther Mader |                        |
| 7 mars 1992                                           | Panorama (en)             | Descente II | Daniel Mahrer         | Jan Einar Thorsen           | A.J. Kitt              |
| 8 mars 1992                                           | Panorama (en)             | Super G     | Günther Mader         | Kjetil André Aamodt         | Marc Girardelli        |
| 14 mars 1992                                          | Aspen                     | Descente    | Daniel Mahrer         | William Besse               | Patrick Ortlieb        |
| 15 mars 1992                                          | Aspen                     | Super G     | Kjetil André Aamodt   | Günther Mader               | Paul Accola            |
| 20 mars 1992                                          | Crans Montana             | Géant       | Alberto Tomba         | Kjetil André Aamodt         | Didrik Marksten        |
| 22 mars 1992                                          | Crans Montana             | Slalom      | Alberto Tomba         | Paul Accola                 | Finn Christian Jagge   |

### Dames
| Date                                                  | Lieu            | Épreuve   | Vainqueur              | Seconde                | Troisième              |
| ----------------------------------------------------- | --------------- | --------- | ---------------------- | ---------------------- | ---------------------- |
| 30 novembre 1991                                      | Lech am Arlberg | Slalom I  | Vreni Schneider        | Petra Kronberger       | Blanca Fernandez-Ochoa |
| 1er décembre 1991                                     | Lech am Arlberg | Slalom II | Blanca Fernandez-Ochoa | Vreni Schneider        | Petra Kronberger       |
| 7 décembre 1991                                       | Santa Caterina  | Super G   | Katja Seizinger        | Barbara Sadleder       | Miriam Vogt            |
| 8 décembre 1991                                       | Santa Caterina  | Géant     | Vreni Schneider        | Deborah Compagnoni     | Diann Roffe            |
| 14 décembre 1991                                      | Santa Caterina  | Descente  | Chantal Bournissen     | Katja Seizinger        | Heidi Zurbriggen       |
| 15 décembre 1991                                      | Santa Caterina  | Super G   | Carole Merle           | Petra Kronberger       | Heidi Zurbriggen       |
| 21 décembre 1991                                      | Serre Chevalier | Descente  | Petra Kronberger       | Heidi Zurbriggen       | Miriam Vogt            |
| 5 janvier 1992                                        | Oberstaufen     | Géant     | Vreni Schneider        | Deborah Compagnoni     | Carole Merle           |
| 11 janvier 1992                                       | Schruns         | Descente  | Katja Seizinger        | Sabine Ginther         | Svetlana Gladishiva    |
| 12 janvier 1992                                       | Schruns         | Slalom    | Sabine Ginther         | Blanca Fernandez-Ochoa | Annelise Coberger      |
| 12 janvier 1992                                       | Schruns         | Combiné   | Sabine Ginther         | Anja Haas              | Heidi Zurbriggen       |
| 14 janvier 1992                                       | Hinterstoder    | Slalom    | Annelise Coberger      | Vreni Schneider        | Julie Parisien         |
| 15 janvier 1992                                       | Hinterstoder    | Géant     | Carole Merle           | Deborah Compagnoni     | Vreni Schneider        |
| 18 janvier 1992                                       | Maribor         | Slalom    | Vreni Schneider        | Deborah Compagnoni     | Pernilla Wiberg        |
| 20 janvier 1992                                       | Piancavallo     | Géant     | Carole Merle           | Vreni Schneider        | Eva Twardokens         |
| 25 janvier 1992                                       | Morzine         | Descente  | Katja Seizinger        | Katharina Gutensohn    | Michaela Gerg-Leitner  |
| 26 janvier 1992                                       | Morzine         | Super G   | Deborah Compagnoni     | Ulrike Maier           | Merete Fjeldavlie      |
| 27 janvier 1992                                       | Morzine         | Géant     | Carole Merle           | Deborah Compagnoni     | Diann Roffe            |
| 1er février 1992                                      | Grindelwald     | Descente  | Sabine Ginther         | Miriam Vogt            | Chantal Bournissen     |
| 2 février 1992                                        | Grindelwald     | Slalom    | Monika Maierhofer      | Pernilla Wiberg        | Annelise Coberger      |
| 2 février 1992                                        | Grindelwald     | Combiné   | Sabine Ginther         | Petra Kronberger       | Miriam Vogt            |
| Jeux Olympiques à Albertville du 9 au 22 février 1992 |                 |           |                        |                        |                        |
| 28 février 1992                                       | Narvik          | Géant     | Pernilla Wiberg        | Anita Wachter          | Blanca Fernandez-Ochoa |
| 29 février 1992                                       | Narvik          | Slalom    | Vreni Schneider        | Pernilla Wiberg        | Petra Kronberger       |
| 2 mars 1992                                           | Sundsvall       | Slalom    | Julie Parisien         | Pernilla Wiberg        | Karin Buder            |
| 7 mars 1992                                           | Vail            | Descente  | Katja Seizinger        | Kerrin Lee-Gartner     | Miriam Vogt            |
| 8 mars 1992                                           | Vail            | Super G   | Merete Fjeldavlie      | Petra Kronberger       | Carole Merle           |
| 14 mars 1992                                          | Panorama (en)   | Descente  | Petra Kronberger       | Carole Merle           | Katja Seizinger        |
| 15 mars 1992                                          | Panorama (en)   | Super G   | Carole Merle           | Kerrin Lee-Gartner     | Sylvia Eder            |
| 19 mars 1992                                          | Crans Montana   | Super G   | Carole Merle           | Merete Fjeldavlie      | Zoe Haas               |
| 21 mars 1992                                          | Crans Montana   | Géant     | Carole Merle           | Blanca Fernandez-Ochoa | Corinne Rey Bellet     |

## Coupe des nations
| Rang | Nom        | Points | Victoire(s) | Podium(s) |
| ---- | ---------- | ------ | ----------- | --------- |
| 1    | Autriche   | 11012  | 8           | 35        |
| 2    | Suisse     | 10242  | 20          | 50        |
| 3    | Allemagne  | 6063   | 5           | 19        |
| 4    | Italie     | 5709   | 12          | 25        |
| 5    | Norvège    | 4461   | 5           | 19        |
| 6    | France     | 3589   | 8           | 12        |
| 7    | États-Unis | 3230   | 2           | 8         |
| 8    | Suède      | 2391   | 1           | 8         |
| 9    | Canada     | 1104   | -           | 2         |
| 10   | Luxembourg | 996    | 1           | 4         |

| Rang | Nom        | Points | Victoire(s) | Podium(s) |
| ---- | ---------- | ------ | ----------- | --------- |
| 1    | Suisse     | 6687   | 14          | 33        |
| 2    | Autriche   | 4877   | 1           | 15        |
| 3    | Italie     | 4454   | 11          | 19        |
| 4    | Norvège    | 3689   | 4           | 16        |
| 5    | Allemagne  | 2166   | 1           | 7         |
| 6    | France     | 1748   | 1           | 2         |
| 7    | Suède      | 1085   | -           | 3         |
| 8    | États-Unis | 1002   | 1           | 3         |
| 9    | Luxembourg | 996    | 1           | 4         |
| 10   | Canada     | 406    | -           | -         |

| Rang | Nom        | Points | Victoire(s) | Podium(s) |
| ---- | ---------- | ------ | ----------- | --------- |
| 1    | Autriche   | 6135   | 7           | 20        |
| 2    | Allemagne  | 3897   | 4           | 12        |
| 3    | Suisse     | 3555   | 6           | 17        |
| 4    | États-Unis | 2228   | 1           | 5         |
| 5    | France     | 1841   | 7           | 10        |
| 6    | Suède      | 1306   | 1           | 5         |
| 7    | Italie     | 1255   | 1           | 6         |
| 8    | Norvège    | 772    | 1           | 3         |
| 9    | Canada     | 698    | -           | 2         |
| 10   | Espagne    | 657    | 1           | 5         |

Classement final